# Volakiás
Volakiás är en bergstopp i Grekland.   Den ligger i prefekturen Nomós Chaniás och regionen Kreta, i den södra delen av landet, 300 km söder om huvudstaden Aten. Toppen på Volakiás är 2 116 meter över havet, eller 868 meter över den omgivande terrängen. Bredden vid basen är 8,7 km. Volakiás ingår i Levká Óri.
Terrängen runt Volakiás är bergig åt sydost, men åt nordväst är den kuperad. Närmaste större samhälle är Kántanos, 17,4 km väster om Volakiás. 